# برونو هيبير
برونو هيبير (بالفرنسية: Bruno Hébert)‏ (و. 1958 – م) هو كاتب، وكاتب سيناريو، من كندا، ولد في مونتريال.